# Калкі (Любуське воєводство)
Калкі (пол. Kałki, нім. Kalke) — село в Польщі, у гміні Тшебель Жарського повіту Любуського воєводства.
Населення — 105 осіб (2011).
У 1975-1998 роках село належало до Зеленогурського воєводства.

## Демографія
Демографічна структура станом на 31 березня 2011 року:
|          | Загалом | Допрацездатний вік | Працездатний вік | Постпрацездатний вік |
| -------- | ------- | ------------------ | ---------------- | -------------------- |
| Чоловіки | 55      | 11                 | 37               | 7                    |
| Жінки    | 50      | 9                  | 29               | 12                   |
| Разом    | 105     | 20                 | 66               | 19                   |